# Tom Cotton
Thomas Bryant "Tom" Cotton, född 13 maj 1977 i Dardanelle i Arkansas, är en amerikansk jurist och republikansk politiker. Han representerar delstaten Arkansas i USA:s senat sedan 2015 och var vid sitt tillträde den yngsta ledamoten i senaten. Han var tidigare ledamot av USA:s representanthus mellan åren 2013–2015. Han har även tjänstgjort i USA:s armé mellan åren 2005–2010.

## Biografi
Cotton började studera vid Harvard University 1995 och avlade kandidatexamen (B.A.) i statsvetenskap 1998. Han tog examen magna cum laude, vilket innebär att han tillhörde de betygsmässigt bästa i sin avgångsklass. Efter detta påbörjade han studier vid ett masterprogram i statsvetenskap vid Claremont Graduate University, men hoppade av dessa studier efter ett år för att istället börja studera juristprogrammet vid Harvard Law School. Han avlade juristexamen (J.D.) vid Harvard Law School i juni 2002.
Han gick med i USA:s armé efter 11 september-attackerna. Mellan januari 2005 och juni 2010 tjänstgjorde han i infanteriet i USA:s armé. Han deltog i både Irakkriget och Afghanistankriget. Cotton dekorerades bland annat med Bronze Star. Efter militärkarriären arbetade han bland annat som juridisk konsult åt McKinsey & Company.
Cotton ställde upp i kongressvalet 2012 som kandidat för det republikanska partiet i Arkansas fjärde distrikt och besegrade demokraten Gene Jeffress. Han tillträdde ämbetet som ledamot av USA:s representanthus för delstaten Arkansas den 3 januari 2013.

## USA:s senat
I mellanårsvalet i USA 2014 utmanade Cotton den sittande senatorn Mark Pryor i Arkansas. Cotton fokuserade i sin kampanj på missnöjet mot USA:s dåvarande president Barack Obama. Cotton vann valet med 56,6 procent av rösterna. Den 6 januari 2015 svors han in som ledamot av USA:s senat för Arkansas.
Efter att republikanen Donald Trump vunnit presidentvalet 2016 diskuterades och övervägdes Cotton till posten som försvarsminister i Trumps kabinett. Det slutliga valet föll dock på James Mattis.